# Мекк
Meкк (Mek) − шляхетський герб.

## Опис герба
Опис згідно з класичними правилами блазонування:
Щит розсічено. У першому червоному півполі половина срібного орла, у другому блакитному півполі дві золоті лілії, одна над іншою. Клейнод: над шоломом у королівській короні золота лілія над хрестом. Намет праворуч золотий, підбитий сріблом, зліва блакитний, підбитий червоним.

## Найбільш ранні згадки
Герб дарований разом з привілеєм нобілітації 15 лютого 1567 Якову Mecку з інфлянтів, депутату сейму від Гродна з виборів короля  Сигізмунда Августа. Рід Mecків мав данське походження.

## Роди
Герб належить одній родині - Мекків.